# 明寧靖王墓
22°52′46″N 120°14′23″E / 22.879360°N 120.239693°E
明寧靖王墓，位於臺灣高雄市湖內區湖內里東方路旁，被認為是明鄭時期寧靖王朱術桂埋葬處，在1937年發現時是空墓，今列高雄市定古蹟。

## 歷史

### 清朝時期

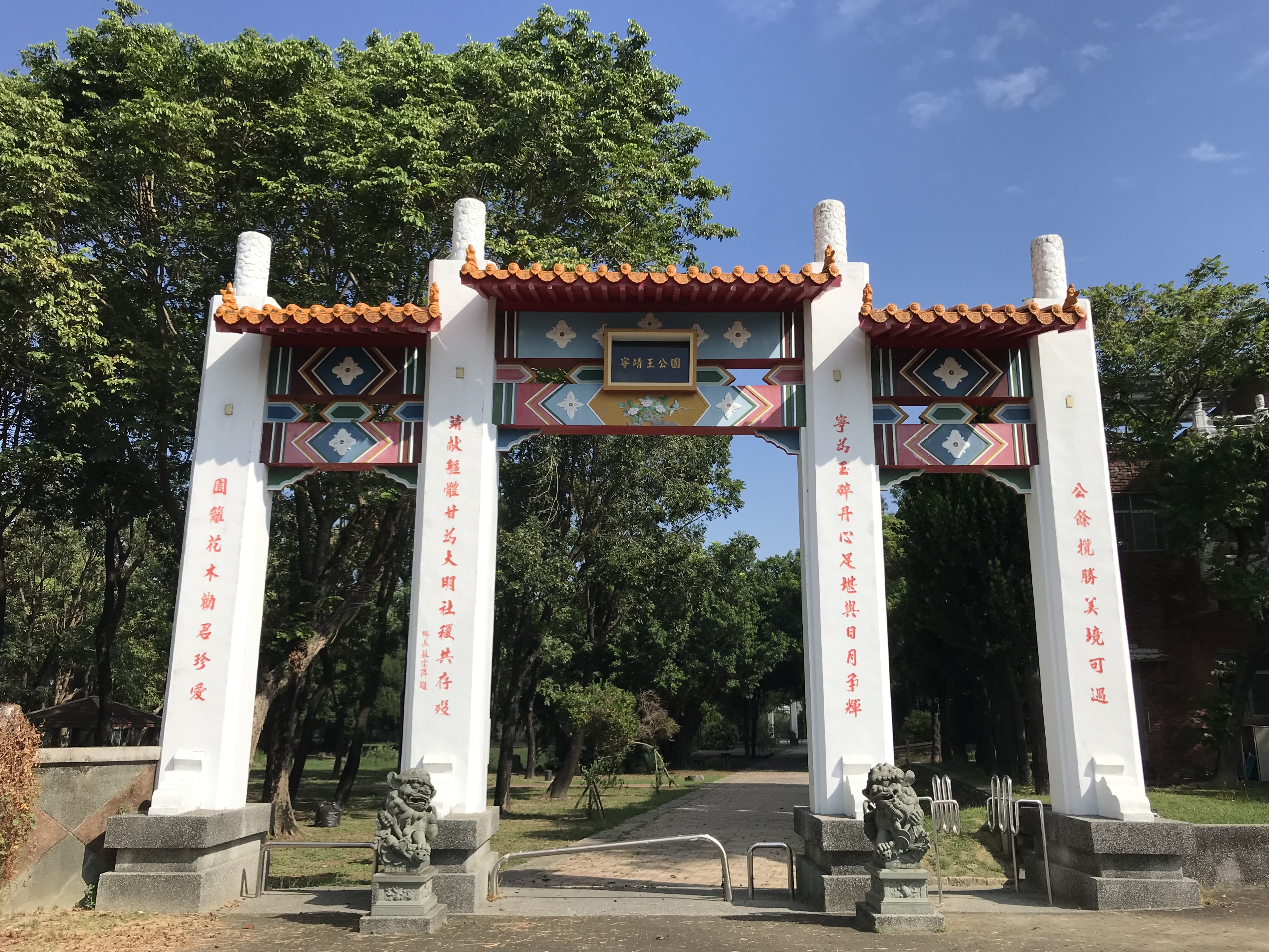
公園牌坊

1683年7月，劉國軒、鄭克塽決議請降清廷後，朱術桂便在王府自盡，十天後與元配羅氏合葬於竹滬。相傳葬於竹滬一處芒果林時不只不封不樹，還築數座疑塚。朱術桂其餘自盡的妃妾袁氏、王氏、秀姑、梅姐及荷姐則葬於於台南大南門外的魁斗山，今為五妃廟。

### 日治時期

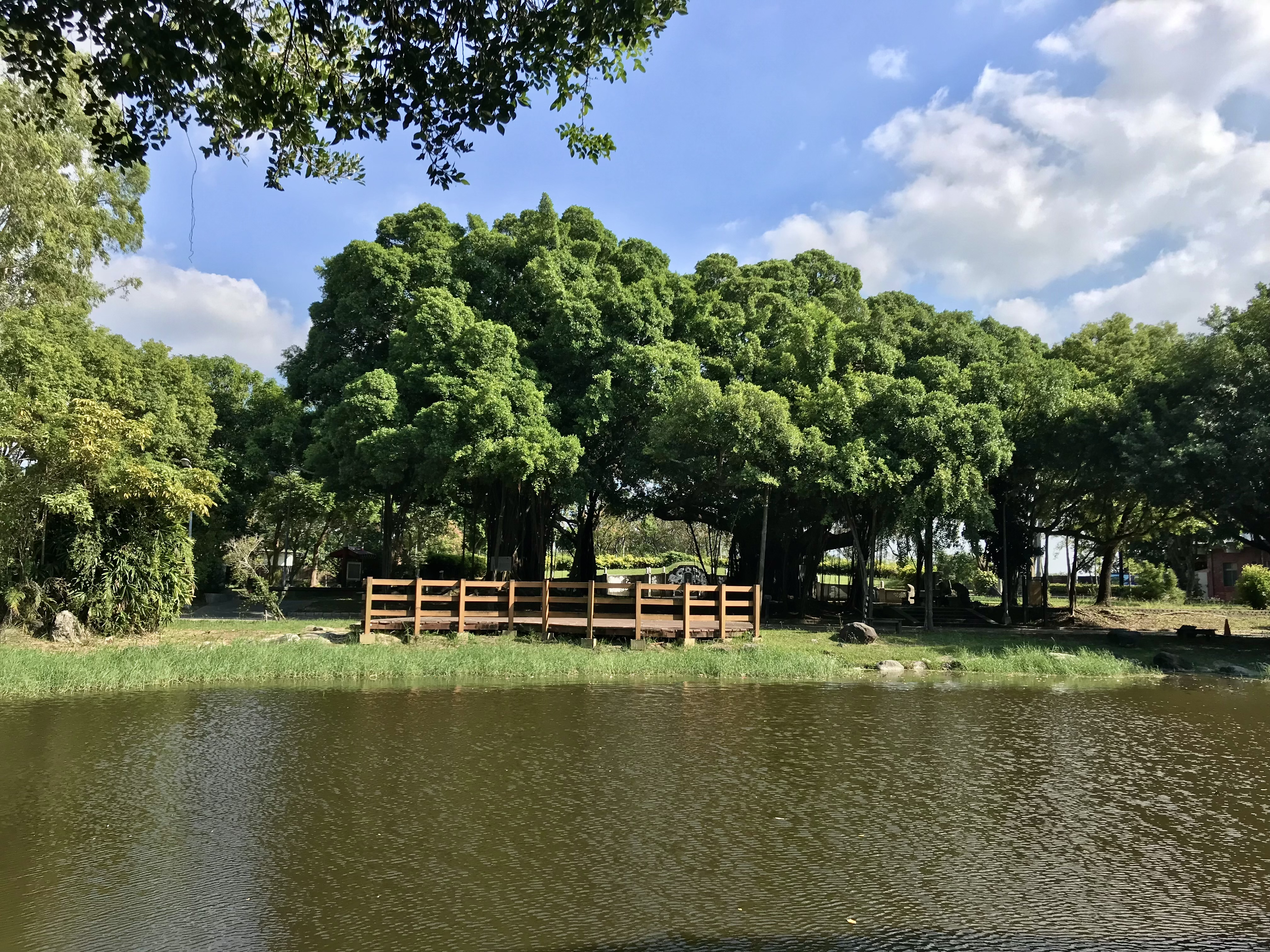
寧靖王墓與水池

據說1927年6月時，村民林清在他於明寧靖王墓發現出土玉板後，在旁種植兩棵日後列為珍貴老樹的榕樹。1937年7月9日，墓被民眾挖掘，發現有茶碗、指環、青銅鏡、金簪等。當時台糖高雄大湖原料區補助員李清風來此量測蔗糖甜度後，於附近樹下休息時，發現這墓是屬於朱術桂、妻子羅氏、與兒子朱儼鑑。當年發現時已是空墓，一說這墓本來感念朱術桂的軍民所設的衣冠塚。同月13日，岡山郡郡守飯島稔來此勘查。據甲南村村民王老祥等人說法，一發現就有路竹鄉人洪宗派前來盜墓，後被岡山郡警察查獲。其中羅氏的玉環日後流落到台南市人柯水木，戰後時期交由臺南市歷史館。墓由日本政府重修。

### 戰後時期

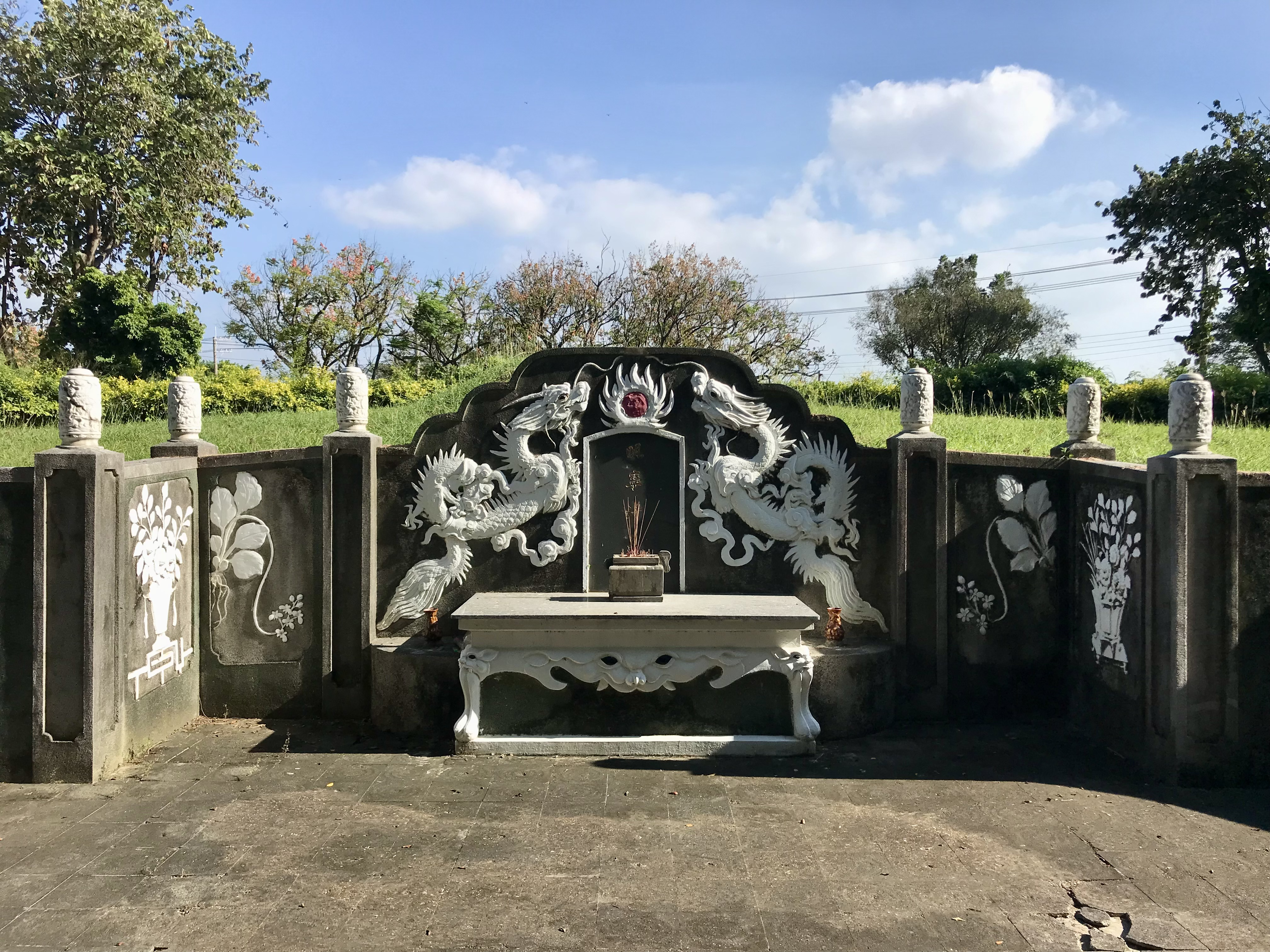
墓碑

1958年籌款整建，由竹滬、湖內兩村民籌資。1974年，政府在此建碑建亭。政府劃定墓園面積為1.8公頃，南側入口設於東方路，另有保護區1.9公頃，而原先的芒果林已不見。當時在園內挖座小湖，卻未設計排水系統，無法定期換水下，長久下來散發惡臭、益形荒涼。鄰旁還是占地20甲的和信興第一養豬場。
1988年3月10日，台灣省政府函請有關縣市政府將列為第三級古蹟的明寧靖王墓、永濟義渡碑等依《文化資產保存法》妥為保存。
1990年代，新雄建設董事長蘇惠珍，聯合仁翔、長谷、仲鼎、國群等建設公司買下湖內的和信興養豬場，計畫興建大型商宅。1994年，傳出建設工地的一名怪手司機被大蛇託夢要停止挖掘，第二天果然挖斷一隻大蛇。寧靖王墓旁有大蛇的傳說，連北台灣都有人坐遊覽車下來參觀工地，但被認為是建商行銷手段。該年，蘇惠珍所主導的湖內開發案就因傳出蟒蛇傳說，吸引數萬人前往而熱賣。
由於明寧靖王墓是空墓，民眾多不以墓園看待，成為當地老人休閒活動的聚會地。六合彩賭徒會到這墓前燒香，以注視墓碑紋路、香灰來決定投注數字。1996年1月24日，針對寧靖王墓園遭民眾私設廁所、廚房等違建等事，湖內鄉公所表示將計畫整頓。湖內鄉長黃炎森一上任，就要求民政課積極設法改善，以吸引觀光客前來。由建築師魏志昌規劃以新台幣350萬元作景觀改善，將水池改為流動生態池、降低園內植栽密度以增加視覺穿透性、重新規劃園區動線，2005年9月4日動工。2006年8月14日，縣長楊秋興主持竣工典禮上，鄉長黃炎森、縣議員陳明澤及地方人士共同焚香向寧靖王祭拜。
2007年2月起，以縣府文化局每月補助新台幣1萬2千元、公所編列6千4百元，派遣專職人員維護此墓。之後對於出現墓手石珠龜裂、掉落、墓碑花瓶黏於墓上無法清除積水而滋生白線斑蚊等環境問題，公所解釋是因墓區占地大，人手不足。
2012年10月28日，路竹區公所與台灣正善人文發展協會首次聯手籌辦寧靖王文化祭，於祭祀朱術桂的竹滬華山殿舉行。湖內區公所也於同年11月3日，在明寧靖王墓舉行首屆的文化祭，並在墓前的榕樹作祈福儀式。兩公所分開舉行文化季，被批評是各自為政。

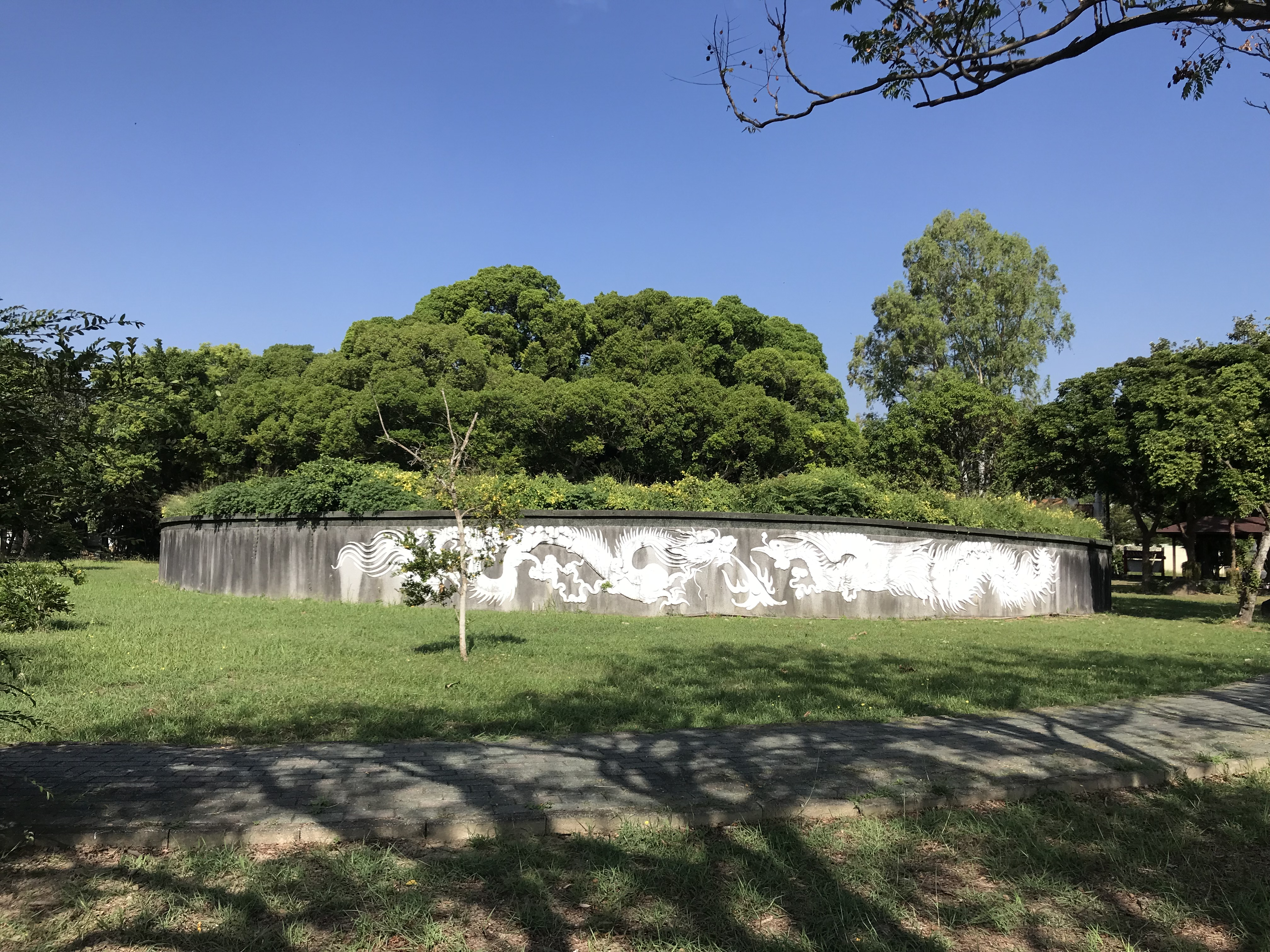
墓背